# 60. léta 20. století v heavy metalu
Toto je časová osa dokumentující vývoj heavy metalu v 60. letech 20. století.

## 1964

### Nově zformované kapely
- Alice Cooper (původně „The Earwigs“) [1]
- Blues Magoos
- The Who

### Písně
- „You Really Got Me“ od The Kinks.

## 1965

### Nově zformované kapely
- Scorpions[2]
- The Doors
- The Amboy Dukes[3]
- MC5

### Písně
The Who – My Generation

## 1966

### Nově zformované kapely
- Iron Butterfly[4]

## 1967

### Nově zformované kapely
- Blue Cheer[5]
- Steppenwolf[6]
- The Jeff Beck Group
- Blue Öyster Cult[7]
- Budgie[8]

### Alba
- The Amboy Dukes – The Amboy Dukes[9]
- Jimi Hendrix – Are You Experienced
- Jimi Hendrix – Axis: Bold as Love

## 1968

### Nově zformované kapely
- Led Zeppelin (původně The New Yardbirds)[10]
- Deep Purple[11]
- Black Sabbath (momentálně ještě Earth)
- Judas Priest
- Nazareth
- Sir Lord Baltimore

### Alba
- Blue Cheer – Vincebus Eruptum[12]
- Blue Cheer – Outsideinside[13]
- Deep Purple – Shades of Deep Purple[14]
- The Gun – Gun[15]
- MC5 – Kick Out The Jams
- Iron Butterfly – Heavy[16]
- Iron Butterfly – In-A-Gadda-Da-Vida[17]
- Jimi Hendrix – Electric Ladyland
- Steppenwolf – Steppenwolf[18]
- Steppenwolf – Steppenwolf the Second[19]

### Události
- The Beatles vydali „Helter Skelter“, často uváděna jako jedna z prvních ukázek heavy metalu.

- Iron Butterfly vydali „In-A-Gadda-Da-Vida“,často uváděna jako jedna z prvních ukázek heavy metalu.

## 1969

### Nově zformované kapely
- Earth se přejmenovali na Black Sabbath[20]
- Black Widow[21]
- Grand Funk Railroad
- Hawkwind
- Thin Lizzy[22]
- Uriah Heep[23]
- UFO[24]

### Alba
- Alice Cooper – Pretties For You[25]
- The Amboy Dukes – Migration[26]
- Blue Cheer – New! Improved! Blue Cheer[27]
- Blue Cheer – Blue Cheer[28]
- Deep Purple – Deep Purple[29]
- Deep Purple – The Book of Taliesyn[30]
- Grand Funk Railroad – On Time
- Grand Funk Railroad – Grand Funk
- The Gun – Gunsight[31]
- Iron Butterfly – Ball[32]
- Led Zeppelin – Led Zeppelin[33]
- Led Zeppelin – Led Zeppelin II[34]
- Steppenwolf – At Your Birthday Party
- Steppenwolf – Monster

### Události
- Hardrocková kapela The Who vydala konceptuální album Tommy.
- Hudební festival Woodstock
- Hudební festival Altamont [35]
- Brian Jones z The Rolling Stones zemřel v 27 letech.